# Jason Becker
Jason Eli Becker (Richmond - CA, 22 de Julho de 1969) é um guitarrista neo-clássico americano que ganhou fama aos 16 anos como guitarrista da banda Cacophony, sendo considerado um virtuoso.
Aos 20 anos foi diagnosticado com Esclerose lateral amiotrófica. Mesmo impossibilitado de mover os músculos de seu corpo, Becker continuou compondo com o auxílio de sistemas e programas de computador. Por conta disso, ele foi agraciado com diversos prêmios, como o Guitar Player Lifetime Achievement Award. Também foi criada uma categoria especial em sua homenagem chamada Jason Becker Award For Creativity, Courage and Inspiration. Em 2012, foi homenageado com o Living Inspiration Award no 22º Annual LA Music Awards.

## Carreira

### Início
Seu pai, Gary Becker, que tinha estudado violão erudito, começou a lhe dar aulas quando ele tinha apenas 3 anos de idade. Aos 8, já sabia tocar muito bem o violão. Papai Gary tentou ensinar-lhe todas as notas certas e escalas quando ele tinha cinco anos, mas ele não estava interessado. Mas quando foi lhe mostrado os acordes de "As I Went Out One Morning", de Bob Dylan, algo mudou. Tudo fazia sentido. Jason passou então a praticar horas a fio as músicas de Bob Dylan, Eric Clapton, Jeff Beck e Eddie Van Halen, entre outros, e a estudar a obra de Niccolò Paganini.
Aos 13 anos, ele já reproduzia, nota por nota, as músicas de Eric Clapton. Com 16 anos, Jason terminou o 2o grau na escola mais cedo que os demais, para poder se concentrar em se tornar um guitarrista profissional. Nunca houve qualquer dúvida, diz Pat, de que ele não ganharia a vida tocando guitarra.

### Cacophony
Becker leu um anúncio de jornal onde o produtor Mike Varney solicitava o envio de gravações caseiras para poder selecionar novos talentos da guitarra. jason então gravou uma fita e a enviou para Mike. Varney associou-o ao guitarrista mais experiente, Marty Friedman, então formaram a banda Cacophony.
Jason conheceu Marty Friedman, e os dois se tornaram amigos rapidamente, pois compartilhavam das mesmas preferências musicais. Sob a produção de Mike Varney eles montaram a banda Cacophony, que gravou dois álbuns: Speed Metal Symphony, em 1987, e Go Off!, em 1988. O Cacophony excursionou por vários países, notadamente no Japão e na Europa, onde Jason foi formando uma legião de fãs e admiradores, ao mesmo tempo em que influenciava jovens guitarristas.
Em 1988, Becker decidiu seguir uma carreira solo, e lançou o álbum Perpetual Burn.

### Esclerose lateral amiotrófica
Aos 20 anos, Becker foi convidado para a superbanda The David Lee Roth Band para substituir Steve Vai, que havia deixado o grupo. Ele começou a gravar o álbum A Little Ain't Enough em 1990 e ganhou o prêmio de "guitarrista revelação" da revista Guitar Magazine.
O futuro da carreira de Jason parecia cada vez mais promissor, até que, ainda durante as gravações de A Little Ain't Enough, Backer começou a mancar da perna esquerda, alegando fraqueza. Por um tempo, Becker ignorou o problema, mas após pressão de seus amigos e familiares, ele foi ao médico, que pediu exames mais detalhados. Constatou-se, então, a manifestação da Doença de Lou Gehrig, também conhecida como esclerose lateral amiotrófica ou "ELA"  — uma doença degenerativa e incapacitante - ainda sem cura. Embora Jason tivesse concluído, já com algum esforço, as gravações do álbum, ele não estava mais em condições de sair em turnê com a banda. Para conseguir terminar a gravação do álbum, ele teve de usar cordas de guitarra mais leves (mais finas) e outras técnicas, que facilitavam tocar com as mãos enfraquecidas.
No decorrer dos anos, Jason foi perdendo os movimentos do corpo, primeiro das pernas, depois braços - obrigando-o a parar de tocar guitarra - e por fim a fala. Como é comum da doença, a ELA não comprometeu sua capacidade cognitiva e nem sua audição ou visão, mantendo-o portanto plenamente lúcido. A degeneração estabilizou-se em 1997. Atualmente, Jason respira com a ajuda de um aparelho que controla o funcionamento de seu diafragma e comunica-se através de um sistema desenvolvido por seu próprio pai, Gary, que dividiu as letras do alfabeto em grupos de quatro, numa tela, onde Jason direciona seus olhos, formando palavras.

### Reconhecimento e legado
Apesar de paralisado, incapaz de falar ou de tocar, Jason não desistiu de sua paixão pela música. Em casa, Jason continuou compondo e gravando em seu estúdio particular. Com o auxílio de um programa de computador, ainda consegue compor músicas. Foi dessa forma que ele lançou o álbum Perspective, em 1996. Este foi o primeiro álbum lançado por um artista sem os movimentos do corpo por conta da Doença de Lou Gehrig.
Jason ainda dá entrevistas e é muito bem-humorado, sendo assessorado por seus pais. Vários tributos foram lançados em homenagem a Jason Becker, despertando a admiração de vários músicos e do público em geral. Músicas como Altitudes e Serrana são frequentemente usadas como peças de estudo por guitarristas.

## Documentário
Em 2012, o diretor Jesse Vile lançou um documentário sobre a trajetória de Becker, intitulado Jason Becker: Not Dead Yet, onde reuniu diversos amigos e familiares de Jason para contar sua história, desde a infância, sobre o nascimento da paixão pela música, a revelação do talento, o sucesso, a manifestação da ELA e a batalha que Becker travou com a doença para manter-se vivo.

## Discografia

### Solo
- 1988 - Perpetual Burn
- 1996 - Perspective
- 1999 - The Raspberry Jams
- 2003 - The Blackberry Jams
- 2008 - Collection
- 2012 - Boy Meets Guitar, Vol. 1 of the Youngster Tapes
- 2018 - Triumphant Hearts

### ComCacophony
- 1987 - Speed Metal Symphony
- 1988 - Go Off!

### ComThe David Lee Roth Band
- 1991 - A Little Ain't Enough
- 1997 - The Best (faixas 3, 7 e 17)

### ComJoe Becker
- 2005 - Short Stories

### Participações especiais
- 1988 - Marty Friedman: Dragon's Kiss (participação nas faixas "Saturation Point", "Evil Thrill" e "Jewel")
- 1989 - Richie Kotzen: Richie Kotzen (produção)
- 2013 - Steve Hunter: The Manhattan Blues Project (participação na faixa "Daydream by the Hudson")
- 2014 - Marty Friedman: Inferno (co-composição da faixa "Horrors")

#### Compilações
- 1989 - Guitar Masters (Roadrunner Records)
- 1998 - Metal Guitars – High Voltage Instrumentals (Disky Communications)
- 2009 - Shrapnel's Super Shredders: Neoclassical (Shrapnel Records)
- 2009 - This is Shredding, Vol. 1 (Shrapnel Records)
- 2009 - This is Shredding, Vol. 2 (Shrapnel Records)

### Tributos
- 2001 - Warmth in the Wilderness: A Tribute to Jason Becker - Lion Music
- 2002 - Warmth in Wilderness 2: Tribute Jason Becker - Lion Music
- 2012 - Jason Becker's Not Dead Yet! (Live in Haarlem) - Primal Events

### Videos instrucionais
- 2005 - Hot Licks – The Legendary Guitar of Jason Becker

## Filmes
- 2012 - Jason Becker: Not Dead Yet
- 2012 - One Track Heart: The Story of Krishna Das